# Paromalus ussuricus
Paromalus ussuricus är en skalbaggsart som beskrevs av Kapler 1993. Paromalus ussuricus ingår i släktet Paromalus och familjen stumpbaggar. Inga underarter finns listade i Catalogue of Life.